# El Bon Aire
El Bon Aire és un cim de 262 metres que es troba al municipi de Vilademuls, a la comarca del Pla de l'Estany. Al cim podem trobar-hi un vèrtex geodèsic (referència 305089001).